# 余致泉
余致泉（1916年—1977年），男，江西吉水人，中华人民共和国军事人物，中国人民解放军少将，曾任西藏军区副司令员，兰州军区副参谋长、后勤部部长。